# Hypericum uniglandulosum
Hypericum uniglandulosum är en johannesörtsväxtart som beskrevs av Heinrich Carl Haussknecht och Joseph Friedrich Nicolaus Bornmüller. Hypericum uniglandulosum ingår i släktet johannesörter, och familjen johannesörtsväxter. Inga underarter finns listade i Catalogue of Life.